# Allison Miller (Musikerin)

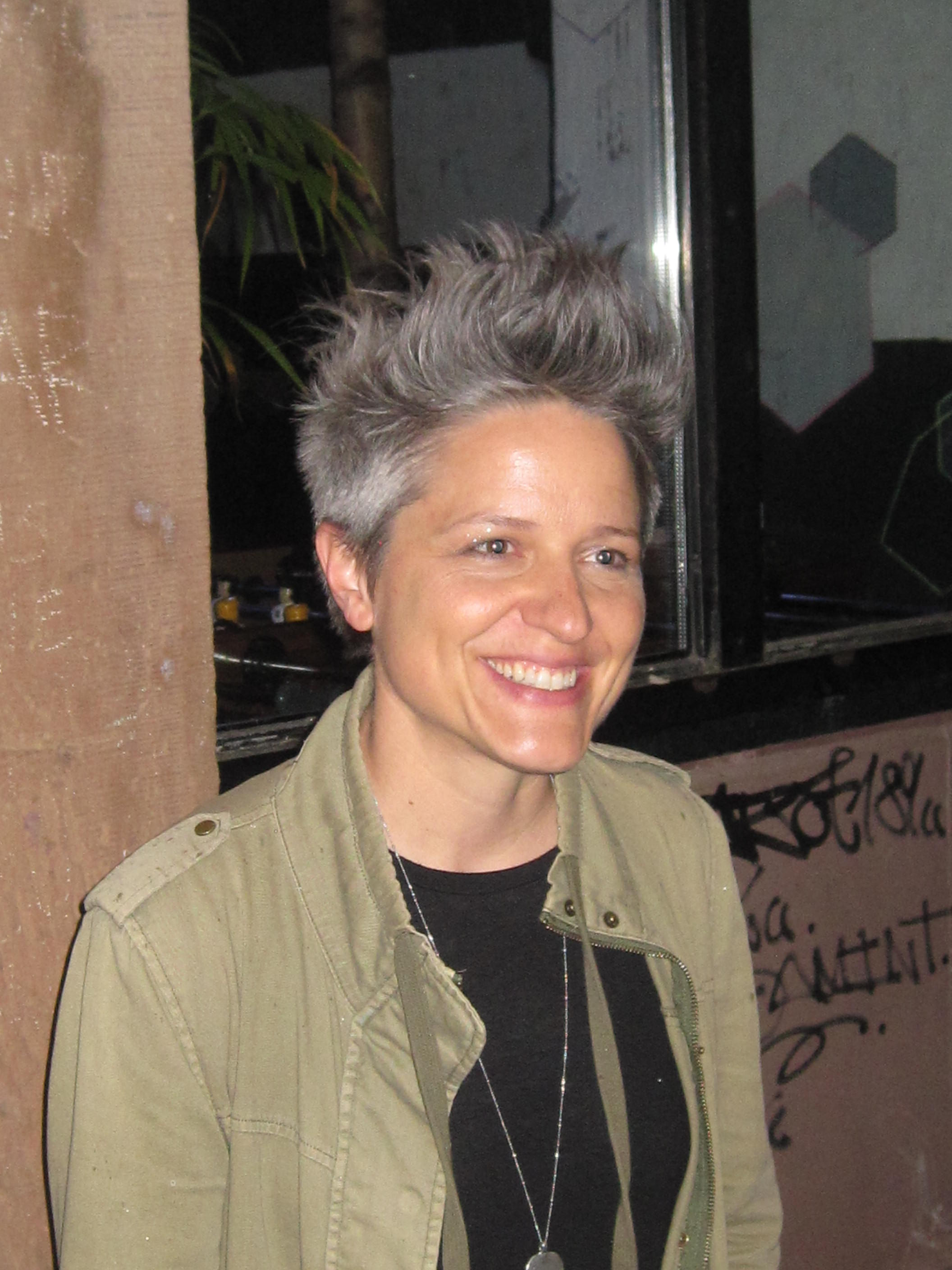
Allison Miller 2018

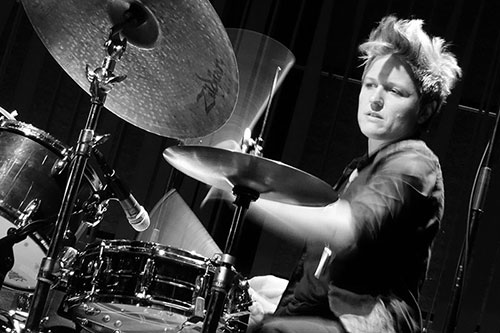
Allison Miller 2015

Allison Miller (* 1974 oder 1975 in Brooklyn) ist eine US-amerikanische Jazzmusikerin (Schlagzeug, Perkussion, Djembé) und Komponistin, die in der Musikszene von New York City aktiv ist.

## Leben und Wirken
Miller wuchs im Raum Washington, D.C. als Tochter des Musikproduzenten Jon Miller auf und begann mit sieben Jahren Klavier zu spielen, bevor sie mit zehn zum Schlagzeug wechselte. Sie hatte in ihrer Schulzeit bei dem Swing- und Bigband-Drummer Walter Salb Unterricht; anschließend studierte sie an der West Virginia University Perkussion. Nach ihrem Umzug nach New York City setzte sie ihre Studien bei Michael Carvin und Lenny White fort. Seit den 1990er Jahren arbeitete sie im Bereich des Folk und Jazz u. a. mit Ani DiFranco, Natalie Merchant, den Indigo Girls, Marty Ehrlich, Dr. Lonnie Smith, Mike Stern und Brandie Carlile. Im Auftrag des State Department tourte sie in Afrika und Asien. 2004 legte sie das Debütalbum 5am Stroll vor. Ende des Jahrzehnts gründete sie die Formation Allison Miller’s Boom Tic Boom, mit dem Bassisten Todd Sickafoose, der Pianistin Myra Melford und der Geigerin Jenny Scheinman; mit dieser Band wurde sie 2011 beim Jazz Festival Willisau gefeiert. Weitere Bandprojekte sind EMMA mit der Sängerin/Songwriterin Erin McKeown, TILT mit Taylor Eigsti und dem Bassisten Jon Evans sowie Agrazing Maze, mit Ingrid Jensen, Enrique Haneine und Carlo DeRosa. Mit Cécile McLorin Salvant, Renée Rosnes, Ingrid Jensen, Melissa Aldana, Noriko Ueda und Anat Cohen bildete sie das Septett Artemis, das 2020 das gleichnamige Album und 2023 in veränderter Besetzung das Album In Real Time veröffentlichte. Zu hören ist sie u. a. auch auf Elegy for an Undiscovered Species (2021) von Johannes Wallmann.
Im Bereich des Jazz war sie zwischen 1995 und 2019 an 56 Aufnahmesessions beteiligt, u. a. mit Jessica Lurie. Im Kritikerpoll des Down Beat wurde sie 2005 und 2010 in der Kategorie Rising Star aufgeführt. Ihr Kinderalbum Ask the Planet erhielt 2009 den National Parent Award. Sie unterrichtete an verschiedenen Universitäten.

## Diskographische Hinweise
- Boom Tic Boom (2010), mit Myra Melford, Jenny Scheinman
- Allison Miller’s Boom Tic Boom: Live at Willisau (2012, Foxhaven Records)
- No Morphine No Lilies (2013), mit Jenny Scheinman, Myra Melford, Todd Sickafoose
- Otis Was a Polar Bear (2016), mit Kirk Knuffke, Jenny Scheinman, Ben Goldberg, Myra Melford, Todd Sickafoose[8]
- Allison Miller & Carmen Staaf: Science Fair (Sunnyside, 2018)
- Jenny Scheinman / Allison Miller: Parlour Game Royal (Potato Family, 2019)
- Allison Miller’s Boom Tic Boom: Glitter Wolf (The Royal Potato Family, 2019)
- Allison Miller & Jane Ira Bloom: Tues Days (2021)
- Allison Miller & Carmen Staaf: Nearness (2022)
- Jo Lawry: Acrobats (2023)
- Allison Miller: Rivers in Our Veins (2023)